# Waffenfarbe (Bundeswehr)

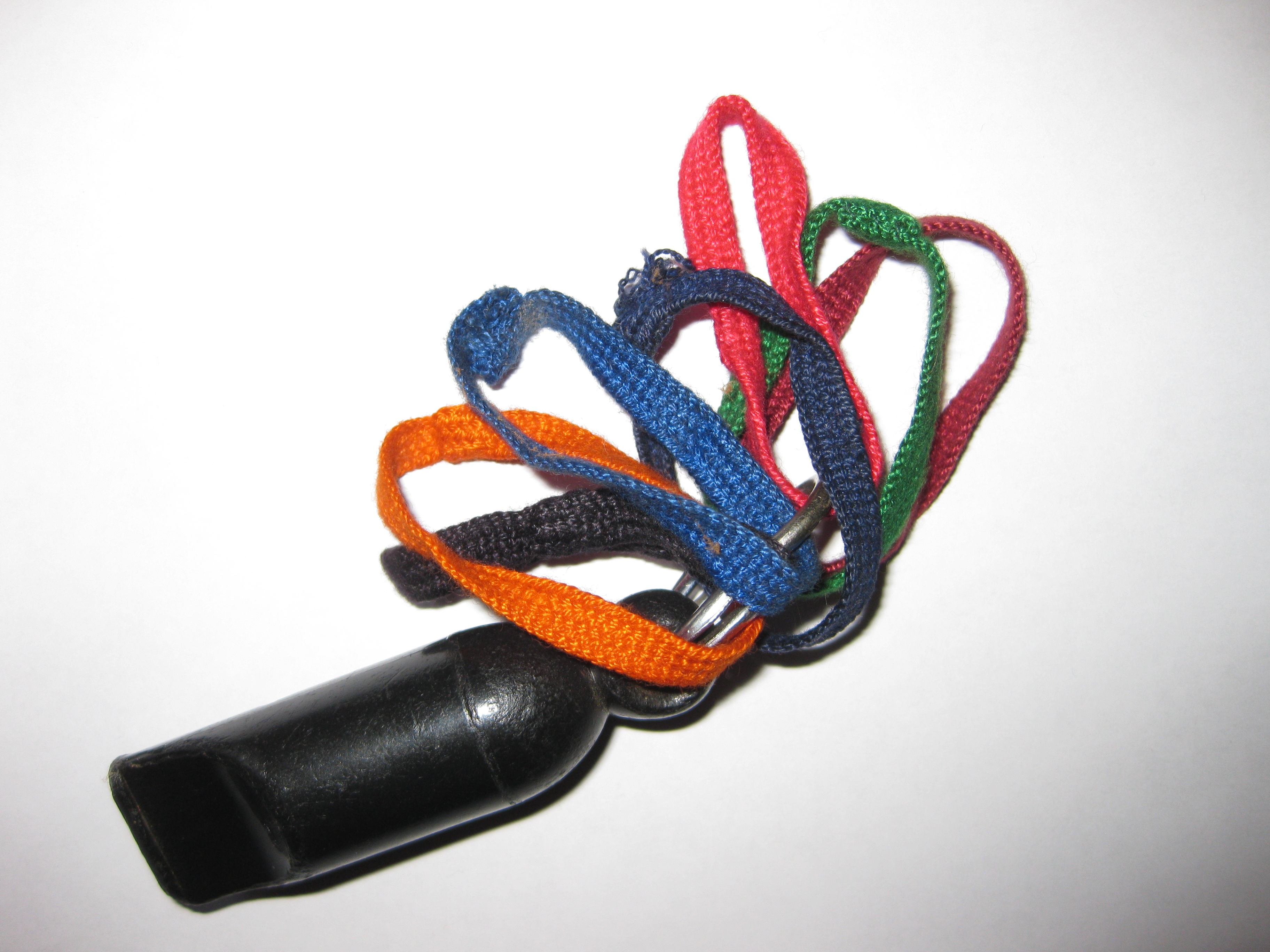
Litzen der Bundeswehr in verschiedenen Farben zur Unterscheidung der unterschiedlichen Waffengattungen

Die Waffenfarben der Bundeswehr kennzeichnen die Zugehörigkeit der Heeresuniformträger oder eines Truppenteils zu einer Truppengattung.
Über die Truppengattungen hinaus wird bei der Bundeswehr das Konzept farbiger Unterscheidungen auch für die Kennzeichnung der Zugehörigkeit zur Luftwaffe, zur Dienstgradgruppe der Generale und zur Gruppe der Offiziere im Generalstabsdienst angewendet. Die Waffenfarben werden beispielsweise als Farbe der Patte der Kragenspiegel und als Farbe der Litzen auf den Schulterklappen der Soldaten verwendet.
Einer ähnlichen Funktion dienen die Barettabzeichen. Bei der Marine ist das Konzept unbekannt. Eine ähnliche Unterscheidungsfunktion nehmen dort die Verwendungsreihen- und Laufbahnabzeichen ein.

## Begriff
Die Farbe des Grundtuchs der Kragenspiegel (außer der Farbe der Kragenspiegel für Generale und Offiziere im Generalstabsdienst) wird üblicherweise als Waffenfarbe bezeichnet. Die Zentralrichtlinie A1-2630/0-9804 „Anzugordnung für Soldatinnen und Soldaten der Bundeswehr“ enthält diesen Begriff nicht, er wird aber in vielen offiziellen Dokumenten der Bundeswehr und auch in einschlägigen Gesetzestexten verwendet. In Deutschland bürgerte sich bei der Neuuniformierung der Reichswehr 1921 der Begriff „Waffenfarbe“ für die Farbe jener Uniformteile ein, die – in Erinnerung der früher üblichen großflächigen Abzeichenfarben oder komplizierter Systeme der Egalisierung – die nun überwiegend in gedeckten Tarnfarben gehaltenen Uniformen der verschiedenen Waffengattungen differenzierten (vgl. Waffenfarben der Reichswehr). Etymologisch ist der Begriff „Waffenfarbe“ also eng mit dem Begriff „Waffengattung“ früherer deutscher Streitkräfte verbunden. In der Bundeswehr hat der Begriff „Truppengattung“ den Begriff „Waffengattungen“ aber weitgehend verdrängt; der Begriff „Waffenfarbe“ hat sich jedoch erhalten.
Die Luftwaffe kennt keine Truppengattungen und daher keine Waffenfarbe im engeren Sinn; bei Luftwaffenuniformträgern nimmt Goldgelb aber durchgängig die Rolle einer Waffenfarbe ein und wird häufig entsprechend auch so bezeichnet.
Bei Generalen und Offizieren im Generalstabsdienst tritt zur Kennzeichnung ihrer herausgehobenen Dienststellungen Hochrot bzw. Karmesin an die Stelle der Waffenfarbe ihrer Truppengattungen. Daher werden auch Hochrot und Karmesinrot zuweilen als Waffenfarben bezeichnet, obwohl sie nicht die Zugehörigkeit zu einer Truppengattung kennzeichnen.

## Gebrauch

### Heraldik

Verbandsabzeichen Panzerregiment 200. Bordiert in der Waffenfarbe der Panzertruppe

Die Waffenfarbe taucht häufig in der Tingierung der Verbandsabzeichen und internen Verbandsabzeichen auf. Beispiele sind die in Waffenfarbe ausgeführten Borde der Verbandsabzeichen der meisten Truppenschulen oder die der (mittlerweile aufgelösten) Brigaden des Heerestruppenkommandos.

### Teil der Uniform

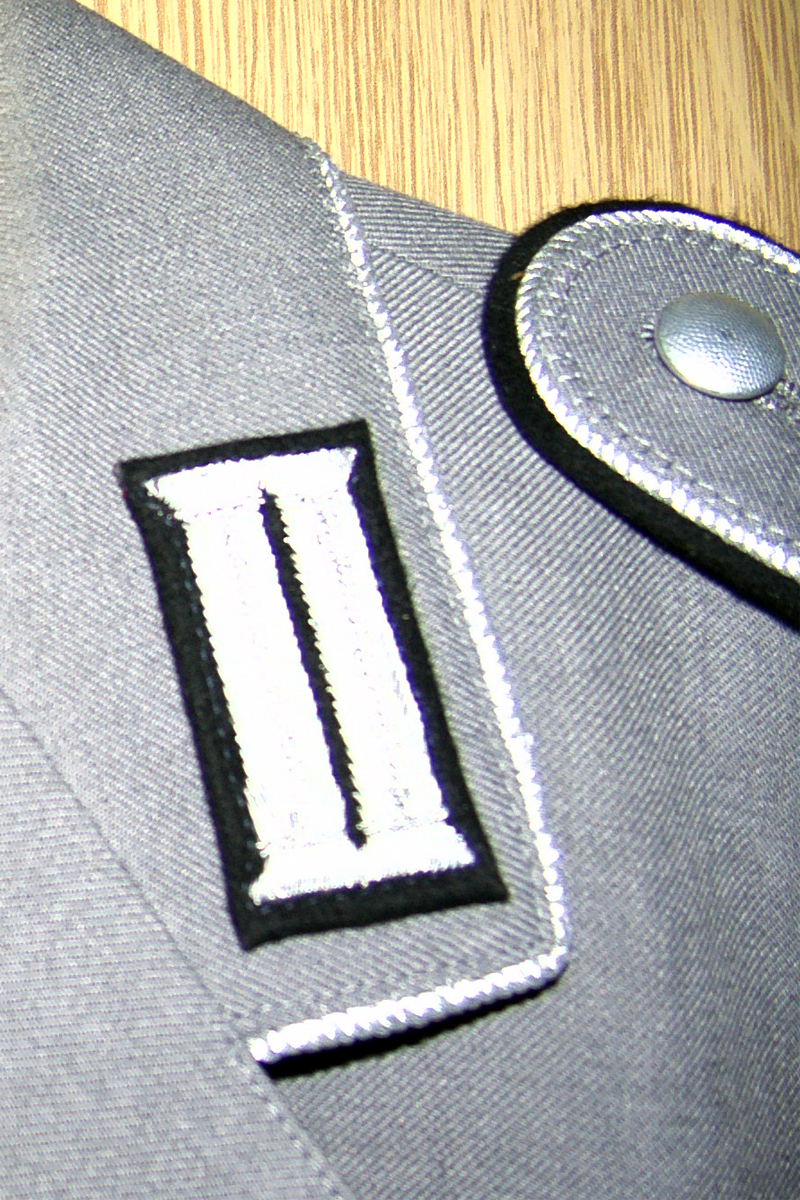
In der Waffenfarbe „Schwarz“ ausgeführte Kragenspiegel und Unterlage der Schulterklappe für Offiziere der Pioniertruppe

Waffenfarben finden sich nur bei den Uniformen der Heeresuniformträger und im weiteren Sinn bei Luftwaffenuniformträgern. Maßgebliche Tragebestimmungen normiert die Zentrale Dienstvorschrift (ZDv) 37/10 „Anzugordnung für die Soldaten der Bundeswehr“.

#### Kragenspiegel
Heeres- und Luftwaffenuniformträger tragen auf den Kragenecken der Dienstjacke und der Schibluse Kragenspiegel. Die Farbe des Grundtuchs der Kragenspiegel für Heeresuniformträger (außer für Generale und Offiziere im Generalstabsdienst) richtet sich nach der Waffenfarbe der Truppengattung; Luftwaffenuniformträger weisen immer goldgelbe Grundtücher auf (außer für Generale und Offiziere im Generalstabsdienst); Generale und der Offiziere im Generalstabsdienst weisen Grundtücher in Hochrot bzw. Karmesin auf.

#### Vorstöße und Unterlagen der Schulterklappen
Die Schulterklappen der Unteroffiziere und Mannschaften sind am Dienstanzug und der Schibluse in der Farbe ihrer Kragenspiegel gefasst. Bei Oberfähnrichen und Offizieren sind die Schulterklappen der Dienstjacke (nicht die der Schibluse und nicht beim Gesellschaftsanzug) in der Farbe der Kragenspiegel unterlegt.

#### Flachlitzen
Bei Heeresuniformträgern weisen die Schulterklappen von Feldparka, Feldjacke, Feldbluse, Feldhemd, Pullover und Blouson in der Regel Schlaufen aus 0,4 cm breiter geklöppelter Flachlitze (kurz als Litze bezeichnet) in den Farben der Kragenspiegel auf, die auf die Schulterklappen aufgeschoben werden und an der Ärmeleinsatznaht anliegen. Üblicherweise werden die Litzen erst nach absolvierter Grundausbildung „verliehen“, obwohl laut der Anzugordnung für Soldatinnen und Soldaten der Bundeswehr Heeresuniformträger Litzen unabhängig von der Dienstzeit zu tragen haben.

#### Vorstöße am Kragen
Luftwaffenuniformträger der Dienstgradgruppe der Mannschaften und Unteroffiziere ohne Portepee haben in Farbe der Kragenspiegel gefasste Kragen der Dienstjacken.

#### Kopfbedeckung
Bei Luftwaffenuniformen weisen Schiffchen der Unteroffiziere und Mannschaften eine Klappenbiese in der Farbe des Grundtuchs ihrer Kragenspiegel auf. Schirmmützen für Luftwaffenuniform tragende Unteroffiziere weisen eine Deckelbiese in der Farbe ihrer Kragenspiegel auf. Entgegen den Bestimmungen der Anzugordnung für Soldatinnen und Soldaten der Bundeswehr wird das Barettabzeichen teils mit einem in Waffenfarbe gehaltenen Tuch hinterlegt. Diese Abwandlung findet sich besonders häufig bei Baretten der Panzer- und Heeresaufklärungstruppe und wird dort häufig geduldet.

#### Verdeckte Uniformteile
Selbsteinkleider schlagen teilweise die Innenseite ihre Dienstjacken sowie ihres Baretts in Waffenfarbe aus – die Anzugordnung für Soldatinnen und Soldaten der Bundeswehr trifft über das (ohnehin meist nicht sichtbare) Innenfutter keine Bestimmungen.

### Weitere Verwendungen
Die vom Bundespräsidenten gestifteten Fahnenbänder der Truppenfahnen der Bundeswehr sind in der Waffenfarbe gehalten. In Diagrammen und Karten sind taktische Zeichen häufig in Waffenfarbe des Truppenteils unterlegt, um die Orientierung zu erleichtern. Viele der Kommandozeichen der Bundeswehr sind auf Ebene der Kompaniechef bis zur Ebene Kommandeur größtenteils in Waffenfarbe gehalten; höhere Generale auf Dienstposten mit Kommandozeichen führen häufig Flaggen und Stander, die farblich an ihre Kragenspiegel angelehnt sind.

### Abgrenzung zur Barettfarbe

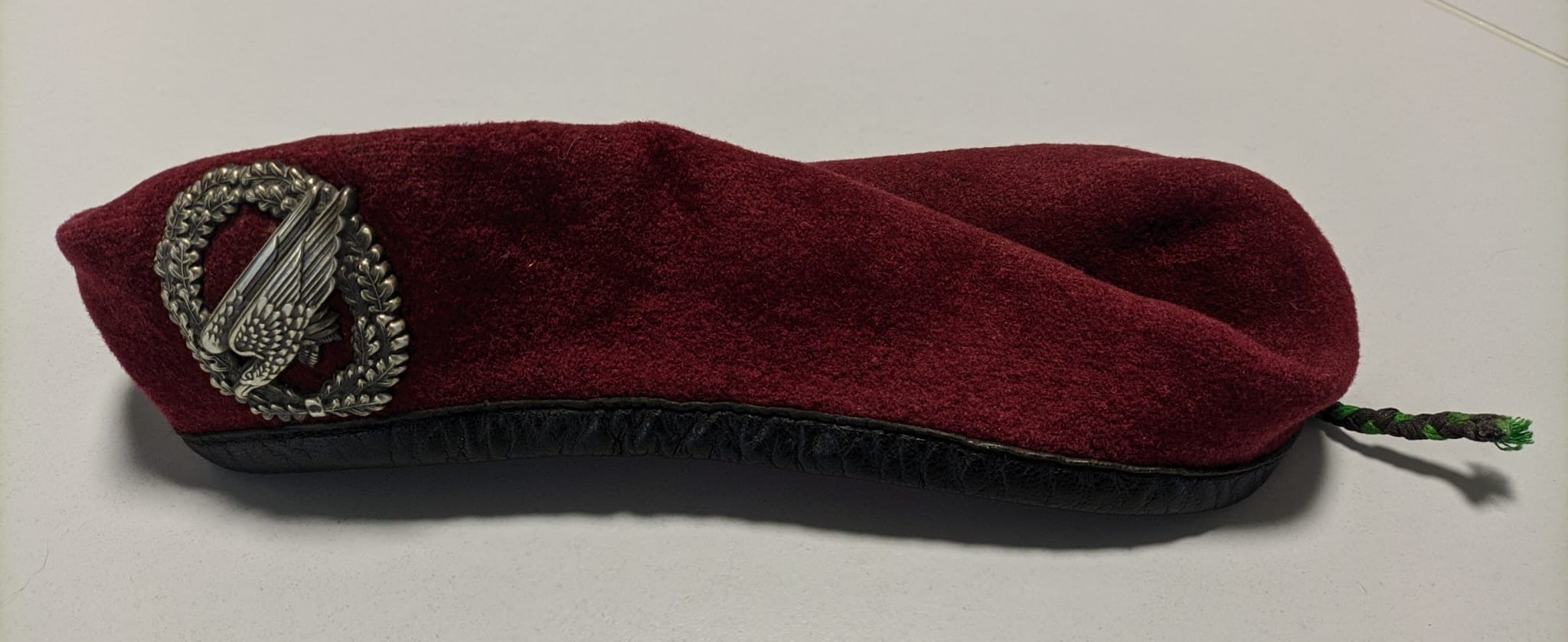
Ein oft in der Fallschirmjägertruppe geduldetes, aber nicht der ZDv 37/10 entsprechendes, Barett mit selbst beschafftem Barettabzeichen alter Art ohne Bundesflagge und ins Zugband eingeflochtener Waffenfarbe.

Die Farbe des Baretts ist meist nicht in der Waffenfarbe gehalten. In einigen Fällen entsprechen sich (zufällig) aber Waffen- und Barettfarbe (i. d. R. bei der Jägertruppe, Panzergrenadiertruppe, Artillerietruppe und der Sanitätstruppe). Während die Waffenfarbe allein nicht immer die eindeutige Zugehörigkeit zu einer Truppengattung erlaubt, erlaubt die Kombination aus Waffenfarbe und Barettfarbe (bzw. die Bergmütze) häufig eine eindeutige Klassifizierung. Bei Kräften, die aufgrund ihrer Unterstellung ein farblich abweichendes Barett tragen kommt es in Teilen vor, dass ihr jeweiliges Truppengattungsabzeichen mit der Waffenfarbe hinterlegt oder die Litzen der Waffenfarbe in das Zugband des Baretts eingeflochten werden. Dies entspricht nicht der ZDv 37/10, wird aber häufig durch die Vorgesetzten geduldet.

## Liste der Waffenfarben
Heeres- und Luftwaffenuniformträger zeigen folgende Waffenfarben:
| Truppengattung | Waffen- farbe | Waffen- farbe                        | Kragen- spiegel | Beispiele Dienstgrad- abzeichen                           | Beispiele Dienstgrad- abzeichen | Beispiele Kommando- zeichen                       | Bemerkung |
| --- | ------------- | ------------------------------------ | --------------- | --------------------------------------------------------- | --- | ------------------------------------------------- | --- |
| Artillerietruppe |               | Hochrot (RAL 3000 Feuerrot)          |                 | Dienstanzug Hauptgefreiter Artillerietruppe               | Feldanzug Gefreiter Artillerietruppe (Aufschiebeschlaufen, oliv, schwarze Dienstgradabzeichen)                                                  | Kompaniechef Artilleriebatterie                   | - Kragenspiegel zeigt eine Spiegellitze (auch als Doppellitze bezeichnet). - Waffenfarbe auch für Heeresuniformträger von Truppenteilen, die der aufgelösten Topografietruppe entstammen. - Die Waffenfarbe ähnelt ihrer Barettfarbe. Die Farbe dieses Baretts ist jedoch genaugenommen ein (dunkles) Korallenrot. |
| ABC-Abwehrtruppe |               | Bordeauxrot (4004 Bordeauxviolett)   |                 | Dienstanzug Obergefreiter UA mbL ABC-Abwehrtruppe         | Feldanzug Oberst ABC-Abwehrtruppe (Aufschiebeschlaufen, oliv, weiße Dienstgradabzeichen)                                                        | Kompaniechef ABC-Abwehrkompanie                   | - Nach Eingliederung der ABC-Abwehrtruppe in die Streitkräftebasis wird erwartet, dass der Stander zukünftig mit dem Bundeswappen belegt wird. |
| Panzertruppe |               | Rosa (3017 Rosé)                     |                 | Dienstanzug Panzerschütze Panzertruppe                    | Feldanzug Unteroffizier Panzertruppe (Aufschiebeschlaufen, oliv, schwarze Dienstgradabzeichen)                                                  | Kommandeur Panzerdivision                         | - Ehemals auch Panzerjägertruppe, vgl. unten. |
| Heeresaufklärungstruppe |               | Goldgelb (1028 Melonengelb)          |                 | Dienstanzug Oberstabsfeldwebel Heeresaufklärungstruppe    | Feldanzug Oberstabsfeldwebel Heeresaufklärungstruppe (Aufschiebeschlaufen, 5 Farben-Flecktarn, schwarze Dienstgradabzeichen)                    | Kompaniechef Fernspählehrkompanie                 | - Ehemals auch Panzeraufklärungstruppe, Fernspähtruppe und Feldnachrichtentruppe, vgl. unten. |
| Feldjägertruppe |               | Orange (2004 Reinorange)             |                 | Dienstanzug Fahnenjunker Feldjägertruppe                  | Feldanzug Oberstabsgefreiter Feldjägertruppe (Aufschiebeschlaufen, oliv, schwarze Dienstgradabzeichen)                                          | Kommandeur Feldjägerbataillon                     | - |
| Fernmeldetruppe |               | Zitronengelb (1018 Zinkgelb)         |                 | Dienstanzug Major Fernmeldetruppe                         | Feldanzug Major Fernmeldetruppe (Aufschiebeschlaufen, oliv, schwarze Dienstgradabzeichen)                                                       | Kompaniechef Fernmeldekompanie                    | - Umfasst im Sinne der Anzugordnung für Soldatinnen und Soldaten der Bundeswehr auch die Fernmeldetruppe EloKa sowie die Truppe für Operative Information |
| Jägertruppe Fallschirmjägertruppe Panzergrenadiertruppe Gebirgsjägertruppe                                                                                              |               | Jägergrün (6029 Minzgrün)            |                 | Dienstanzug Leutnant Fallschirmjägertruppe                | Feldanzug Panzergrenadier (Offiziersanwärter) Panzergrenadiertruppe (keine Aufschiebeschlaufen)                                                 | Kompaniechef Gebirgsjägerkompanie                 | - Überwiegend auch Spezialkräfte. Spezialkräfte tragen jedoch häufig keine Litzen. Oft tragen Soldaten die Waffenfarbe ihrer bisherigen Truppengattung am Dienstanzug. Als Angehörige des infanteristischen Großverbandes Division Schnelle Kräfte und wegen der einstigen Zugehörigkeit zur Infanterie tragen sie sonst i. d. R. grüne Kragenspiegel. - An den Schulterklappen der Schibluse für Oberfähnriche und Offiziere findet die Waffenfarbe nach ZDv 37/10 keine Verwendung, nach TL 8455-0087 auch nicht für sonstige Unteroffiziere und Mannschaften. Dies gilt für alle Waffenfarben (auch für die Farben der Generale und Generalstabsoffiziere) ist aber besonders auffällig bei der Gebirgsjägertruppe. - Jägertruppe umfasst im Sinne der Anzugordnung für Soldatinnen und Soldaten der Bundeswehr auch Heeresuniformträger des Wachbataillons BMVg. - Barettfarbe der Panzergrenadiere und Jägertruppe i. d. R. ebenfalls in einem sehr ähnlichen Grün. - Ehemals auch Panzerjägertruppe, vgl. unten. |
| Logistiktruppe Heereslogistiktruppe |               | Mittelblau (5010 Enzianblau)         |                 | Dienstanzug Gefreiter OA Logistiktruppe                   | Feldanzug Stabshauptmann Heereslogistiktruppe (Aufschiebeschlaufen, oliv, schwarze Dienstgradabzeichen)                                         | Kompaniechef Instandsetzungskompanie              | - |
| Sanitätstruppe (auch Sanitätsdienst Heer) |               | Dunkelblau (5013 Kobaltblau)         |                 | Dienstanzug Gefreiter SanOA Sanitätstruppe (Humanmedizin) | Feldanzug Oberfähnrich (Sanitätsoffizieranwärter) Sanitätsdienst Heer (Zahnmediziner) (Aufschiebeschlaufen, oliv, schwarze Dienstgradabzeichen) | Befehlshaber Sanitätskommando II                  | - Barettfarbe der Heeresuniformträger Sanitätstruppe i. d. R. ebenfalls Dunkelblau bzw. Kobaltblau. |
| Heeresfliegertruppe |               | Hellgrau (7037 Staubgrau)            |                 | Dienstanzug Flieger UA Heeresfliegertruppe                | Feldanzug Stabsarzt (Humanmedizin) Heeresfliegertruppe (Aufschiebeschlaufen, oliv, schwarze Dienstgradabzeichen)                                | Regimentskommandeur Transporthubschrauberregiment | - Eine Besonderheit sind die Ärmelbänder am Dienstanzug |
| Pioniertruppe |               | Schwarz (9011 Graphitschwarz)        |                 | Dienstanzug Fähnrich Pioniertruppe                        | Feldanzug Major Pioniertruppe (Aufschiebeschlaufen, oliv, schwarze Dienstgradabzeichen)                                                         | Kompaniechef Pionierkompanie                      | |
| Militärmusikdienst |               | Weiß (9010 Reinweiß/ 9001 Cremeweiß) |                 | Dienstanzug Leutnant d.R. Militärmusikdienst              | Feldanzug Hauptgefreiter Militärmusikdienst (Aufschiebeschlaufen, oliv, schwarze Dienstgradabzeichen)                                           |                                                   | - Nach TL 8345-0003/0004 führt der Militärmusikdienst keine Kommandozeichen. |
| Luftwaffenuniformträger |               | Goldgelb (1028 Melonengelb)          |                 | Dienstanzug Unteroffizier FA Luftwaffenuniformträger      | Feldanzug Obergefreiter (Unteroffiziersanwärter) Luftwaffenuniformträger (Aufschiebeschlaufen, Flecktarn, schwarze Dienstgradabzeichen)         | Kommandeur Lufttransportgeschwader                | - Die Luftwaffenuniformträger bilden keine Truppengattung i. e. S., die Soldaten der Luftwaffe bilden eine Teilstreitkraft. - Luftwaffenuniformträger tragen keine Litzen (auch nicht Generale oder Offiziere im Generalstabsdienst). - Keine Spiegellitze, sondern eine silberfarbene Schwinge im Eichenlaubkranz. |
| Quelle: Anzugordnung für Soldatinnen und Soldaten der Bundeswehr, TL 8455-0079, TL 8455-0087, TL 8305-0061, TL 8455-0040, TL 8455-0028, TL 8455-0029, TL 8345-0003/0004 |               |                                      |                 |                                                           | |                                                   | |

Generale und Offiziere i. G.
Für Heeres- und Luftwaffenuniformträger in der Verwendung Offizier im Generalstabsdienst und in der Dienstgradgruppe der Generale gelten bezüglich der Gestaltung der Kragenspiegel und Unterlagen der Schulterklappen beim Dienstanzug besondere Festlegungen.
| Dienstgrad- gruppe bzw. Verwendung | Farbe                                            | Farbe                         | Kragen- spiegel                                                                                             | Beispiele Dienstgrad- abzeichen                 | Beispiele Dienstgrad- abzeichen                                                                      | Beispiele Kommando- zeichen | Bemerkung |
| --- | ------------------------------------------------ | ----------------------------- | --- | ----------------------------------------------- | --- | --- | --- |
| Generale |                                                  | Hochrot (RAL 3000 Feuerrot)   | | Dienstanzug Generalleutnant Heeresuniformträger | Feldanzug Generalleutnant Heeresuniformträger (Aufschiebeschlaufen, oliv)                            | Inspekteur des Heeres | - Kragenspiegel zeigt eine Goldstickerei oder goldfarbene Eichenlaubstickerei. Das Muster wird auch als Arabeske oder Larisch-Stickerei bezeichnet. - Kragenspiegel werden paarweise als Links- und Rechtsprofil gefertigt. Hier ist der rechte Kragenspiegel abgebildet. - Generale (Heeresuniformträger) tragen manchmal entgegen der Anzugordnung für Soldatinnen und Soldaten der Bundeswehr Flachlitzen in ihrer Waffenfarbe statt Litzen in der Farbe ihrer Kragenspiegel. |
| Generale | Dienstanzug General Luftwaffenuniformträger      | Hochrot (RAL 3000 Feuerrot)   | Feldanzug General Luftwaffenuniformträger (Aufschiebeschlaufen, oliv)                                       | Inspekteur der Luftwaffe                        | | | - Kragenspiegel zeigt eine Goldstickerei oder goldfarbene Eichenlaubstickerei. Das Muster wird auch als Arabeske oder Larisch-Stickerei bezeichnet. - Kragenspiegel werden paarweise als Links- und Rechtsprofil gefertigt. Hier ist der rechte Kragenspiegel abgebildet. - Generale (Heeresuniformträger) tragen manchmal entgegen der Anzugordnung für Soldatinnen und Soldaten der Bundeswehr Flachlitzen in ihrer Waffenfarbe statt Litzen in der Farbe ihrer Kragenspiegel. |
| Offiziere im Generalstabsdienst |                                                  | Karmesinrot (3027 Himbeerrot) | | Dienstanzug Oberst i. G. Heeresuniformträger    | Feldanzug Oberst i. G. Heeresuniformträger (Aufschiebeschlaufen, oliv, schwarze Dienstgradabzeichen) | - Kommandozeichen nicht abgebildet, da Generalstabsoffiziere nicht auf Posten mit Kommandozeichen dienen. - Der Kragenspiegel zeigt eine mattsilberne Kolbenstickerei. | - Kommandozeichen nicht abgebildet, da Generalstabsoffiziere nicht auf Posten mit Kommandozeichen dienen. - Der Kragenspiegel zeigt eine mattsilberne Kolbenstickerei. |
| Offiziere im Generalstabsdienst | Dienstanzug Oberst i. G. Luftwaffenuniformträger | Karmesinrot (3027 Himbeerrot) | Feldanzug Hauptmann i. G. Luftwaffenuniformträger (Aufschiebeschlaufen, oliv, schwarze Dienstgradabzeichen) |                                                 | | - Kommandozeichen nicht abgebildet, da Generalstabsoffiziere nicht auf Posten mit Kommandozeichen dienen. - Der Kragenspiegel zeigt eine mattsilberne Kolbenstickerei. | - Kommandozeichen nicht abgebildet, da Generalstabsoffiziere nicht auf Posten mit Kommandozeichen dienen. - Der Kragenspiegel zeigt eine mattsilberne Kolbenstickerei. |
| Quelle: Anzugordnung für Soldatinnen und Soldaten der Bundeswehr, TL 8455-0079, TL 8455-0087, TL 8305-0061, TL 8455-0014, TL 8345-0003/0004 |                                                  |                               | |                                                 | | | |

## Geschichte

### Vorgeschichte
Die Entwicklung der ersten Uniformen für die neu aufzustellende Bundeswehr stand unter dem Eindruck des Plans einer gemeinsam von westeuropäischen Staaten im Rahmen der Europäischen Verteidigungsgemeinschaft (EVG) zu bildenden gemeinsamen Armee. Um die neue deutsche Uniform optisch ein Stück weit an die Uniformen anderer westeuropäischer Staaten heranzurücken, verzichteten die deutschen Militärplaner bei der Einführung der Uniform 1955 – als der Plan der EVG eigentlich bereits aufgegeben worden war – auf allzu viel Anknüpfungspunkte an die Uniformtradition der Wehrmacht. Daher verzichtete man zunächst auch auf die Wiedereinführung der althergebrachten Kragenspiegel und Waffenfarben. Zur Unterscheidung der Truppengattungen im Heer kamen hier nach dem Vorbild der US-Streitkräfte charakteristische Metallembleme statt althergebrachter Kragenspiegel in Waffenfarben zur Anwendung. Allerdings wurden bereits 1956 in Bonn Rufe laut, man möge die traditionellen Kragenspiegel in Waffenfarbe wieder einführen. Generale hingegen trugen bereits seit Aufstellung der Bundeswehr die bis heute üblichen Larisch-Stickereien auf hochrotem Grundtuch; Offiziere im Generalstabsdienst begannen etwa zeitgleich die traditionellen Kolbenstickereien zu tragen. Allerdings waren diese zunächst auf grauem Tuch gestickt; spätestens seit Ende 1956 dann aber auf dem heute bekannten karmesinroten Grundtuch.

### Wiedereinführung der Waffenfarben
Spätestens bis Frühjahr 1957 wurden die Kragenspiegel für alle Soldaten wieder eingeführt und damit die Waffenfarben. Bei der Farbwahl orientierte man sich stark am Farbschema der Wehrmacht, vgl. dazu die Waffenfarben des Heeres der Wehrmacht und der Luftwaffe der Wehrmacht. Auffälligste Änderung war wohl die nun weiße Waffenfarbe der Militärmusik, die in früheren deutschen Streitkräften – wie im Übrigen weiterhin auch bei der Nationalen Volksarmee – mit der Infanterie verbunden war.
Zu Beginn der 1960er Jahre hielt die Waffenfarbe Einzug in immer mehr Uniformstücke. 1962 erhielten die Schulterstücke der Jacke des Dienstanzuges der Offiziere die bis heute gebräuchlichen Vorstöße in Waffenfarbe. Die Uniformhosen des Dienstanzugs erhielten zeitgleich Biesen in Waffenfarbe in den Seitennähten. Die Uniformkragen der Jacke des Dienstanzugs der Mannschaften und Unteroffiziere erhielten ebenfalls 1962 Vorstöße in Waffenfarbe (Offiziersuniform seit 1962 bereits mit silberfarbener Kragenpaspelierung heutiger Form). Schiffchen und Schirmmützen von Unteroffizieren ohne Portepee und Mannschaften zierten in den 1960er und 70er Jahren Klappen- und Deckelbiesen in Waffenfarbe. Aus dieser Zeit stammen auch die bis heute üblichen Aufschiebeschlaufen (Litzen) in Waffenfarbe für den Feldanzug. 1964 stiftete der Bundespräsident die bis heute üblichen Truppenfahnen mit einem Fahnenband in der Waffenfarbe des Truppenteils.

### Wegfall waffenfarbiger Uniformstücke
Nur bei der Luftwaffe konnten sich die goldgelben Kragenpaspelierungen und Biesen an der Kopfbedeckung und am Kragen halten; beim Heer verschwanden die meisten dieser Kennzeichen der Truppengattung bis etwa Mitte der 1970er Jahre wieder. Die Hosenbiese findet sich heute in der Bundeswehr überhaupt nicht mehr. Zuletzt wurden 1997 beim Heer für Unteroffiziere ohne Portepee und Mannschaften die in Waffenfarbe gehaltenen Kragenpaspelierungen aus der Anzugordnung für Soldatinnen und Soldaten der Bundeswehr gestrichen, die jedoch bereits seit Ende der 1980er Jahre praktisch verschwunden waren.

### Änderung der Waffenfarben

Uniform eines Oberstleutnants – Logistiktruppe Heer

Bis auf einige Änderungen führen die Truppengattungen im Heer und die Luftwaffe bis heute die in den 1950er Jahren bereits üblichen Waffenfarben. Änderungen ergaben sich hinsichtlich der Waffenfarben aber bei einigen Truppengattungen:
- Technische Truppe: Die Vorgängertruppengattungen der Heereslogistiktruppen trugen zunächst noch uneinheitliche Waffenfarben: Die Quartiermeistertruppe (später umbenannt in Nachschubtruppe) erhielt zunächst die Waffenfarbe Hellblau, während die Feldzeugtruppe (später umbenannt in Instandsetzungstruppe) bereits das heutige Mittelblau aufwies.[40] Ab Frühjahr 1959 wies die Technische Truppe (Sammelbegriff für Instandsetzungs- und Nachschubtruppe) einheitlich die heute bekannten mittelblauen Kragenspiegel auf; die hellblaue Waffenfarbe entfiel.[41][42]
- Panzerjägertruppe: Die Panzerjäger erhielten zunächst dunkelgrüne Kragenspiegel. 1959 entfiel die Waffenfarbe Dunkelgrün; die Panzerjägertruppe erhielt dann zunächst das bis heute bekannte Jägergrün.[41][42] 1977/78 wechselte die Panzerjägertruppe vom Truppengattungsverbund Infanterie zum Truppengattungsverbund der Gepanzerten Kampftruppen und erhielt dadurch als neue Waffenfarbe Rosa zugewiesen[43][44][45], die sie bis zu ihrer Auflösung im Jahr 2006 behalten sollten.[1]
- Panzergrenadiertruppe: Die Truppengattung erhielt zunächst mittelgrüne Kragenspiegel. Analog zur Panzerjägertruppe entfiel dieser Grünton im März 1959 und die Truppe wechselte zum heutigen Jägergrün,[41][42] das im Gegensatz zum Vorgehen bei der Panzerjägertruppe auch dann unverändert blieb, als die Panzergrenadiertruppe den Verbund der Infanterie verließ und Teil der Gepanzerten Kampftruppen wurde.
- Die 2008 neu aus der Feldnachrichtentruppe, der Fernspähtruppe und der Panzeraufklärungstruppe aufgestellte Heeresaufklärungstruppe entlieh ihre goldgelbe Waffenfarbe ihren Vorgängern:
  - Die Waffenfarbe Panzeraufklärungstruppe war seit Einführung der Kragenspiegel Goldgelb.[1]
  - Die Feldnachrichtentruppe, die zunächst unter der Bezeichnung Frontnachrichtentruppe bekannt war, trug ebenfalls goldgelbe Kragenspiegel.[1]
  - Die Fernspähtruppe trug zuletzt ebenfalls diese Waffenfarbe. Sie gingen 1962 aus der Panzeraufklärungstruppe hervor und erhielt daher zunächst goldgelbe Kragenspiegel. Zwischen Ende 1962 und 1977/78 war ihre Waffenfarbe Grün, danach aber bis zum Ende der Truppengattung 2008 wieder Goldgelb.[46][47][1]
- Heeresflugabwehrtruppe: Die 2012 außer Dienst gestellte Truppengattung trug korallenrote (RAL 3016)[6][5][19][20][1] Kragenspiegel. Mit Außerdienststellung entfiel diese Waffenfarbe.

Heeresflugabwehrtruppe
[6][5][19][20][1]
Panzergrenadiere alt[48]
Quartiermeistertruppe alt[48]
Früheste Waffenfarbe Panzerjäger[48]
Offiziere im Generalstabsdienst, frühe Version von 1955[49]